# Коэн, Дэвид Сэмюэл (адвокат)
Дэвид Сэмюэл Коэн (англ. David S. Cohen; род. 1963, Бостон) — американский адвокат и политик.

## Биография
Дэвид Коэн родился в 1963 году в семье бостонского врача, вырос в Бостоне.
В средней школе подружился с сыном юриста Алана Дершовица, который позже рекомендовал Коэна на его первую работу у юриста Натана Левина.
В 1985 году получил степень бакалавра в Корнеллском университете.
В 1989 году получил степень доктора на юридическом факультете Йельского университета.
Во время учёбы изучал порядок управления ядерной программой.
Стажировался в офисе окружного судьи в Мэриленде, затем работал в адвокатской конторе, специализировавшейся на преступлениях «белых воротничков».
В 1999 году поступил на работу в Министерство финансов США. Занимал пост юридического консультанта, принимал участие в разработке в 2001 году Патриотического Акта, принятого при президенте Джордже Буше после терактов 11 сентября.
В 2009 году был назначен заместителем министра финансов, в этой должности занимался, преимущественно, проблемой санкций против Ирана и борьбой с источниками финансирования террористических организаций. Жесткая позиция по этим вопросам принесла Коэну прозвище «Гуру санкций». В этой должности Коэн тесно сотрудничал с американскими спецслужбами и через их посредничество с израильской разведкой в частности помогал израильской службе безопасности Шабак затруднять финансирование террористической группировки ХАМАС, отслеживать денежные потоки Хезболлы и выявлять уловки Ирана по обходу экономических и банковских санкций. Уделял серьёзное внимание задаче по лишению финансирования террористической группировки «Исламское государство» (запрещённой в РФ).
С 9 февраля 2015 года по 20 января 2017 года — заместитель директора ЦРУ.
С 20 января по 19 марта 2021 года — и. о. директора ЦРУ.

## Семья
Женат, имеет двоих детей.